# 中国人民解放军海军广州水警区
中国人民解放军海军广州水警区，前身为海军快艇第二十六支队，机关驻地广东省广州市，是中国人民解放军南部战区海军的水警区。

## 沿革
2014年1月21日，海军快艇第二十六支队改编海军广州水警区命名大会召开，海军快艇第二十六支队正式改编为中国人民解放军海军广州水警区，首任司令员为石志坤大校。
2016年春节前，依照深化国防和军队改革，海军广州水警区编制体制调整，海上防卫辖区扩大。

## 历任领导
| 司令员 1. 石志坤海军大校（2014年—） | 政治委员 1. 喻文兵海军大校（2014年—2015年） 2. 赖如鑫海军大校（2015年—） |

## 附：原海军广州基地
1969年12月组建海军广州基地（38001部队），隶属南海舰队建制领导。辖38012部队（汕头水警区）、38092部队（海军快艇第二十六支队），各舰、艇、船大队，及医院、仓库、修理厂等。2003年12月编制体制调整，海军广州基地更名为中国人民解放军海军广州保障基地。2012年撤销编制。
| 司令员 1. 田松（？—？） 2. 高诗荣（？—？） 3. 杨振和（？—？） 4. 刘丁友（？—？） 5. 陈庆季（？—？） 6. 张榛盛海军少将（？—1994年12月） 7. 杨福成海军少将（1994年12月—1998年12月） 8. 刘治国海军少将（1998年12月—2003年12月） 9. 余少英海军少将（2003年12月—2010年6月） 10. 杨修水海军少将（2010年6月—2012年） | 政治委员 1. 宋奇光（？—？） 2. 孙鸿志（？—？） 3. 燕翼（？—？） 4. 魏治国（？—？） 5. 谭富吉（？—？） 6. 魏伯良海军少将（？—？） 7. 胡军康海军少将（？—？） 8. 胡增军海军少将（？—1993.12) 9. 邬华扬海军少将（1993年12月—1997年3月） 10. 刘纪林海军少将（1997年3月—2000年12月） 11. 何春喜海军少将（2000年12月—2001年12月） 12. 闫红志海军少将（2001年12月—2006年12月） 13. 郑亨斌海军少将（2006年12月—2009年9月） 14. 殷敦平海军少将（2009年9月—2012年） |

## 附：原海军湛江基地
1952年12月8日，海军海南岛基地和陆军第129师师部合并，组成海军西营基地，归属中南军区海军建制。1957年3月5日，改称海军湛江基地。1964年5月，和海军川岛水警区合并，海军湛江基地番号撤销。1978年3月9日晚8时许，驻湛海军码头发生重大军舰爆炸事件，驱逐舰第二支队的海军160舰爆炸沉没。1985年10月，以南海舰队后勤部机关为基础，重新组建海军湛江基地（38009部队），归属南海舰队建制，辖各舰、船大队，第1、2、3工程处，及医院、修理厂、仓库等。2003年12月编制体制调整，海军湛江基地更名为中国人民解放军海军湛江保障基地。2012年撤销编制。
| 司令员 1. 黄忠诚（？—？） 2. 刘世湘（？—？） 3. 高希曾（？—？） 4. 芦仕盛（？—？） 5. 孙贵斋（？—？） 6. 李文成（？—？） 7. 于华盛（？—1992年11月） 8. 潘友良（？—？） 9. 薛天培海军少将（1997年12月—2001年12月） 10. 么志楼海军少将（2001年12月—2003年12月） 11. 杨丰海军少将（2003年12月—2006年7月） 12. 管建国海军大校（2006年7月—2010年） | 政治委员 1. 黄忠诚（？—？，兼任） 2. 江学彬（？—？） 3. 袁意奋（？—？） 4. 叶树德（？—？） 5. 谢达忠（？—？） 6. 刘新华（？—？） 7. 张锡起（？—？） 8. 徐同业（？—？） 9. 李秀康（？—？） 10. 傅渤海海军少将（1996年8月—1998年12月） 11. 张鸿富海军少将（1998年12月—2001年6月） 12. 侯健海海军少将（2001年6月—2004年12月） 13. 任光礼海军少将（2004年12月—2009年） 14. 国立峰海军大校（2009年—？） |